# Pasaje (Durango)
Pasaje es una localidad del estado mexicano de Durango. Es parte del municipio de Cuencamé.

## Demografía
| Gráfica de evolución demográfica |
|                                  |

| Censo | Población |
| ----- | --------- |
| 1900  | 843       |
| 1910  | 744       |
| 1921  | 990       |
| 1930  | 1 064     |
| 1940  | 1 036     |
| 1950  | 1 050     |
| 1960  | 1 131     |
| 1970  | 1 263     |
| 1980  | 1 336     |
| 1990  | 1 151     |
| 2000  | 1 415     |
| 2010  | 1 474     |
| 2020  | 1 464     |